# Eusebio Acasuzo
Eusebio Alfredo Acasuzo Colán (ur. 8 kwietnia 1952 w Limie) – piłkarz peruwiański grający na pozycji bramkarza.

## Kariera klubowa
Karierę piłkarską Acasuzo rozpoczął w klubie Unión Huaral. W 1972 roku zadebiutował w jego barwach w peruwiańskiej Primera División i stał się jego podstawowym bramkarzem. W 1975 roku zadebiutował w Copa Libertadores, a w 1976 roku wywalczył z Uniónem mistrzostwo Peru. Po tym sukcesie odszedł do Universitario Lima. W 1978 roku był wicemistrzem kraju, a swoje jedyne mistrzostwo z Universitario wywalczył w 1984 roku. W 1984 roku ponownie został wicemistrzem Peru. Lata 1985–1986 Peruwiańczyk spędził w boliwijskim Club Bolívar. W 1985 roku sięgnął z nim po tytuł mistrza Boliwii. Karierę piłkarską zakończył w 1986 roku w wieku 34 lat.

## Kariera reprezentacyjna
W reprezentacji Peru Acasuzo zadebiutował 25 lipca 1979 w wygranym 2:1 towarzyskim meczu z Kolumbią. W 1982 roku został powołany przez selekcjonera Tima do kadry na Mistrzostwa Świata w Hiszpanii. Tam był rezerwowym bramkarzem dla Ramóna Quirogi i nie rozegrał żadnego spotkania. Od 1979 do 1985 roku rozegrał w kadrze narodowej 30 meczów.